# Campionati italiani di triathlon sprint del 2006
I Campionati italiani di triathlon sprint del 2006 sono stati organizzati dalla Federazione Italiana Triathlon e si sono tenuti a Lecco in Lombardia, in data 2 luglio 2006.
Tra gli uomini ha vinto Giuseppe Ferraro ( Carabinieri), mentre la gara femminile è andata a Charlotte Bonin ( Fiamme Azzurre).

## Risultati

### Élite uomini
| Pos. | Atleta               | Società sportiva             | Nuoto    | Bici     | Corsa    | Totale   |
| ---- | -------------------- | ---------------------------- | -------- | -------- | -------- | -------- |
|      | Giuseppe Ferraro     | Carabinieri                  | 00:12:05 | 00:00:00 | 00:44:22 | 00:56:27 |
|      | Emilio D'Aquino      | Carabinieri                  | 00:00:00 | 00:00:00 | 00:56:34 | 00:56:34 |
|      | Leonardo Fiorella    | Fiamme Oro                   | 01:18:15 | 00:00:00 | 02:15:05 | 00:56:50 |
| 4    | Ivan Risti           | Triathlon Lecco              | 00:12:04 | 00:00:00 | 00:44:51 | 00:56:55 |
| 5    | Claudio Oriana       | Peperoncino Team             | 00:11:42 | 00:00:00 | 00:45:17 | 00:56:59 |
| 6    | Stefano Belandi      | Fiamme Azzurre               | 00:00:00 | 00:00:00 | 00:57:01 | 00:57:01 |
| 7    | Daniel Fontana       | RP Action DDS                | 00:00:00 | 00:00:00 | 00:57:03 | 00:57:03 |
| 8    | Andrea D'Aquino      | Carabinieri                  | 00:12:00 | 00:00:00 | 00:45:07 | 00:57:07 |
| 9    | Peter Viana          | Esercito                     | 00:12:08 | 00:00:00 | 00:45:04 | 00:57:12 |
| 10   | Jonathan Ciavattella | Esercito                     | 00:11:53 | 00:00:00 | 00:45:20 | 00:57:13 |
| 11   | Daniel Hofer         | Carabinieri                  | 00:12:02 | 00:00:00 | 00:45:21 | 00:57:23 |
| 12   | Alberto Alessandroni | Fiamme Oro                   | 01:07:36 | 00:00:00 | 02:05:04 | 00:57:28 |
| 13   | Daniele Fiorentini   | Esercito                     | 00:12:07 | 00:00:00 | 00:45:24 | 00:57:31 |
| 14   | Massimo De Ponti     | Friesian Team                | 00:12:11 | 00:00:00 | 00:45:35 | 00:57:46 |
| 15   | Fabio Guidelli       | Jhonny Triathlon             | 01:20:11 | 00:00:00 | 02:18:02 | 00:57:51 |
| 16   | Alessio Picco        | Peperoncino Team             | 00:12:27 | 00:00:00 | 00:45:35 | 00:58:02 |
| 17   | Luca Villa           | Fiamme Oro                   | 00:12:26 | 00:00:00 | 00:45:44 | 00:58:10 |
| 18   | Gabriele Pertusati   | Peperoncino Team             | 00:12:23 | 00:00:00 | 00:45:50 | 00:58:13 |
| 19   | Giorgio Roveda       | Esercito                     | 00:12:05 | 00:00:00 | 00:46:12 | 00:58:17 |
| 20   | Leonardo Ballerini   | Triathlon Cremona Stradivari | 00:11:47 | 00:00:00 | 00:46:47 | 00:58:34 |

### Élite donne
| Pos. | Atleta               | Società sportiva             | Nuoto    | Bici     | Corsa    | Totale   |
| ---- | -------------------- | ---------------------------- | -------- | -------- | -------- | -------- |
|      | Charlotte Bonin      | Fiamme Azzurre               | 00:12:50 | 00:31:32 | 00:17:59 | 01:02:21 |
|      | Elisa Battistoni     | Esercito                     | 00:00:00 | 00:00:00 | 01:02:35 | 01:02:35 |
|      | Nadia Cortassa       | Fiamme Azzurre               | 00:13:25 | 00:32:41 | 00:16:46 | 01:02:52 |
| 4    | Valentina Filipetto  | Esercito                     | 00:12:43 | 00:31:36 | 00:19:25 | 01:03:44 |
| 5    | Daniela Chmet        | Torino 3                     | 00:12:56 | 00:33:05 | 00:17:43 | 01:03:44 |
| 6    | Giunia Chenevier     | Fiamme Azzurre               | 00:12:51 | 00:31:29 | 00:19:37 | 01:03:57 |
| 7    | Marialuisa Tavernini | RP Action DDS                | 00:12:44 | 00:31:42 | 00:20:25 | 01:04:51 |
| 8    | Manuela Ianesi       | Läufer Club Bozen            | 00:13:33 | 00:32:39 | 00:19:18 | 01:05:30 |
| 9    | Laura Giordano       | Silca Ultralite              | 00:14:47 | 00:33:31 | 00:17:15 | 01:05:33 |
| 10   | Arianna Viglino      | RP Action DDS                | 00:00:00 | 00:00:00 | 01:05:35 | 01:05:35 |
| 11   | Lisa Thurner         | Läufer Club Bozen            | 00:13:09 | 00:33:02 | 00:19:31 | 01:05:42 |
| 12   | Silvia Gemignani     | RP Action DDS                | 00:00:00 | 00:00:00 | 01:05:55 | 01:05:55 |
| 13   | Elena Spaggiari      | Triathlon Lecco              | 00:13:44 | 00:32:28 | 00:20:23 | 01:06:35 |
| 14   | Monica Cibin         | Triathlon Cremona Stradivari | 00:14:00 | 00:34:22 | 00:19:22 | 01:07:44 |
| 15   | Francesca Rossi      | Triathlon Cremona Stradivari | 00:13:00 | 00:33:08 | 00:21:51 | 01:07:59 |
| 16   | Maria Pezzarossa     | Triathlon Cremona Stradivari | 00:14:48 | 00:33:34 | 00:19:43 | 01:08:05 |
| 17   | Adelaide Cappellini  | Fiamme Oro                   | 00:12:52 | 00:33:17 | 00:22:13 | 01:08:22 |
| 18   | Dina Braguti         | Triathlon Cremona Stradivari | 00:14:53 | 00:33:36 | 00:20:00 | 01:08:29 |
| 19   | Sara Desideri        | Valle d'Aosta                | 00:13:39 | 00:34:42 | 00:20:37 | 01:08:58 |
| 20   | Manuela Ascoli       | Minerva Roma                 | 00:14:45 | 00:33:29 | 00:21:02 | 01:09:16 |